# Dixième législature du Parlement européen
Depuis le 16 juillet 2024
9e législature
La dixième législature du Parlement européen est un cycle parlementaire qui s'ouvre le 16 juillet 2024 à la suite des élections européennes du 6 au 9 juin 2024.

## Organisation

### Groupes parlementaires
Au lendemain des élections de juin 2024, le nombre de députés des groupes parti populaire européen (PPE), alliance progressiste des socialistes et démocrates au Parlement européen (S&D) et groupe libéral renew est estimé à 403 élus, soit environ 56 % des députés[réf. non conforme].
Toutefois, comme le Parlement européen fonctionne par coalitions évoluant selon les textes soumis aux votes et comme les groupes ne votent pas toujours en bloc, le PPE pourrait également chercher des partenaires à sa droite notamment pour la désignation de la présidence de la Commission[réf. non conforme].
En raison de défections dans les groupes qui soutiennent Ursula von der Leyen, d'autres groupes se sont proposé de la soutenir, tel que les verts européens sans l'extrême droite ou bien le groupe des conservateurs et réformistes européens (CRE) sans la gauche.
En juillet 2024, une alliance cherche à former un nouveau groupe européen sous l'appellation Patriotes pour l'Europe. Selon Euractiv, ce nouveau groupe « patriotique » collaborerait avec le groupe Identité et Démocratie (ID). Les deux groupes pourraient fusionner. D’autres partis du groupe ID pourrait intégrer le nouveau groupe.

### Bureau du Parlement européen

#### Présidente du Parlement européen
Roberta Metsola (PPE) est élue au premier tour avec 562 voix contre 62 à Irene Montero (GUE/NGL).

#### Vice-présidents du Parlement européen
La présidente du Parlement est secondée par 14 vice-présidents. Ils la remplacent quand cela est nécessaire.
|  | PPE       | Sabine Verheyen        | Allemagne |
|  | PPE       | Ewa Kopacz             | Pologne   |
|  | PPE       | Esteban González Pons  | Espagne   |
|  | S&D       | Katarina Barley        | Allemagne |
|  | S&D       | Pina Picierno          | Italie    |
|  | S&D       | Victor Negrescu        | Roumanie  |
|  | RE        | Martin Hojsík          | Slovaquie |
|  | S&D       | Christel Schaldemose   | Danemark  |
|  | S&D       | Javier López Fernández | Espagne   |
|  | RE        | Sophie Wilmès          | Belgique  |
|  | Verts/ALE | Nicolae Ștefănuță      | Roumanie  |
|  | CRE       | Roberts Zīle           | Lettonie  |
|  | CRE       | Antonella Sberna       | Italie    |
|  | GUE/NGL   | Younous Omarjee        | France    |

#### Questeurs
| Questeurs |  | PPE | Andrey Kovatchev | Bulgarie   |
| Questeurs |  | S&D | Marc Angel       | Luxembourg |
| Questeurs |  | PPE | Miriam Lexmann   | Slovaquie  |
| Questeurs |  | RE  | Fabienne Keller  | France     |
| Questeurs |  | CRE | Kosma Złotowski  | Pologne    |

### Présidences des commissions et sous-commissions élues le 23 juillet 2024
| Commissions permanentes                                                           | Commissions permanentes | Président | Président                     | Groupe    | Pays      |
| --------------------------------------------------------------------------------- | ----------------------- | --------- | ----------------------------- | --------- | --------- |
| Commission des affaires étrangères                                                | AFET                    |           | David McAllister              | PPE       | Allemagne |
| └ Sous-commission des droits de l'homme                                           | DROI                    |           | Mounir Satouri                | Verts/ALE | France    |
| └ Sous-commission sécurité et défense                                             | SEDE                    |           | Marie-Agnes Strack-Zimmermann | RE        | Allemagne |
| Commission de l'emploi et des affaires sociales                                   | EMPL                    |           | Li Andersson                  | GUE/NGL   | Finlande  |
| Commission de la culture et de l'éducation                                        | CULT                    |           | Nela Riehl                    | Verts/ALE | Allemagne |
| Commission de l'environnement, de la santé publique et de la sécurité alimentaire | ENVI                    |           | Antonio Decaro                | S&D       | Italie    |
| └ Sous-commission de la santé publique                                            | SANT                    |           | Adam Jarubas                  | PPE       | Pologne   |
| Commission des affaires juridiques                                                | JURI                    |           | Ilhan Kyuchyuk                | RE        | Bulgarie  |
| Commission de l'industrie, de la recherche et de l'énergie                        | ITRE                    |           | Borys Budka                   | PPE       | Pologne   |
| Commission des libertés civiles, de la justice et des affaires intérieures        | LIBE                    |           | Javier Zarzalejos             | PPE       | Espagne   |
| Commission du développement                                                       | DEVE                    |           | Barry Andrews                 | RE        | Irlande   |
| Commission du marché intérieur et de la protection des consommateurs              | IMCO                    |           | Anna Cavazzini                | Verts/ALE | Allemagne |
| Commission des affaires constitutionnelles                                        | AFCO                    |           | Sven Simon                    | PPE       | Allemagne |
| Commission du commerce international                                              | INTA                    |           | Bernd Lange                   | S&D       | Allemagne |
| Commission des transports et du tourisme                                          | TRAN                    |           | Elíza Vózemberg               | PPE       | Grèce     |
| Commission des droits des femmes et de l'égalité des genres                       | FEMM                    |           | Lina Gálvez Muñoz             | S&D       | Espagne   |
| Commission des budgets                                                            | BUDG                    |           | Johan Van Overtveldt          | CRE       | Belgique  |
| Commission du développement régional                                              | REGI                    |           | Adrian-Dragoş Benea           | S&D       | Roumanie  |
| Commission des pétitions                                                          | PETI                    |           | Bogdan Rzońca                 | CRE       | Pologne   |
| Commission du contrôle budgétaire                                                 | CONT                    |           | Niclas Herbst                 | PPE       | Allemagne |
| Commission de l'agriculture et du développement rural                             | AGRI                    |           | Veronika Vrecionová           | CRE       | Tchéquie  |
| Commission des affaires économiques et monétaires                                 | ECON                    |           | Aurore Lalucq                 | S&D       | France    |
| └ Sous-commission des affaires fiscales                                           | FISC                    |           | Pasquale Tridico              | GUE/NGL   | Italie    |
| Commission de la pêche                                                            | PECH                    |           | Carmen Crespo                 | PPE       | Espagne   |

### Président de la Commission européenne
En juin 2024, Johannes Hahn (PPE) croit savoir que la victoire du PPE est reconnue par plusieurs acteurs clés. Ceci permettrait d'atteindre les critères — soutien de 15 des 27 dirigeants de l’UE, représentant au moins 65 % de la population de l’Union, en plus de la majorité d’un vote au Parlement — pour permettre à Ursula von der Leyen qui s'est déclarée candidate à sa succession pendant le processus de Spietzenkandidat d'être reconduite à ce poste.
Certaines personnalités politiques de premier plan comme Olaf Scholz considèrent aussi qu'Ursula von der Leyen pourrait être reconduite. en cas d'accord sur un nom, le président de la Commission européenne pourrait être connu dès le 18 juillet 2024.
Des échanges de lettres entre chef d’États et Ursula von der Leyen leur ont permis d'échanger leurs points de vues sur la question de prévenir la migration irrégulière en traitant les demandes d’asile en dehors des frontières extérieures de l’Union Européenne.
Toutefois, il se dit aussi que la décision pourrait être retardée par les élections législatives françaises, auquel cas, la Commission européenne ne serait connue qu'en septembre 2024
Le groupe S&D est critique sur le fait que l'UE se finance sur les revenus des travailleurs à hauteur de 51,4 % quand l’impôt sur le capital ne fournit que 8,5 % du PIB.
Certains groupes, comme le Parti populaire européen (PPE), les Socialistes et Démocrates (S&D) et Renew, pouvant former une majorité centriste au Parlement européen, ont définis leurs objectifs pour la législature (2024-2029) mais divergent sur certains enjeux. Ursula von der Leyen veut chercher à élaborer un programme politique — « orientations politiques » — pour répondre à ses partenaires.
Dans son discours de 45 minutes, Ursula von der Leyen prend en compte des positions des différents groupes politiques: un plan « logement », la réduction de la charge règlementaire sur les entreprises, une réponse aux revendications agricoles, la production de l’industrie de la défense, la politique climatique et l’industrie propre ainsi que l'augmentation du budget de l’UE, mais aussi les flux migratoires irréguliers,la protection des frontières, avec un commissaire chargé de la Méditerranée et le triplement des garde-frontières et garde-côtes de Frontex. Elle est élue avec 401 des 707 eurodéputés présents, soit 57%. 284 députés se sont opposés à elle, soit 40%.

## Liste des députés européens
En début de législature, les députés européens étaient au nombre de 720.

## Décisions et votes
Les premières décisions concernent les élections des présidents et le vote d'une résolution sur l'Ukraine.
Une résolution sur le Venezuela coalisant la droite et l'extrême droite obtient également la majorité des voix.

## Proposition de textes
Un texte a été proposé pour réglementer la "general-purpose artificial intelligence", en l'alignant sur la directive sur la sécurité des produits (en). Ce texte pourrait aussi concerner les logiciels
.
Les jeudi et vendredi 17-18 octobre 2024, à Bruxelles — dans une déclaration — le Conseil européen appelle la Commission européenne — institution de rédaction des nouvelles législations de l’UE — à proposer « de toute urgence » une proposition législative sur la question des retours de migrants en situation irrégulière.
D'autres sujets sont à l'ordre du jour des discussions de 2025:
- règlement sur les médicaments critiques: pour éviter les pénuries de médicaments observées dans l’ensemble de l’UE.
- réforme européenne du médicament:  soutenue par le résidence hongroise et le parlement européen;
- révision du règlement sur les dispositifs médicaux au profit de  l’Agence européenne des médicaments (EMA);
- tabac: réviser la directive sur les produits du tabac;
- acte législatif sur les biotechnologies pour harmoniser les législations dans le domaine.